# (145445) Le Floch
(145445) Le Floch est un astéroïde de la ceinture principale.

## Description
(145445) Le Floch est un astéroïde de la ceinture principale. Il fut découvert à l'observatoire de Saint-Véran le 2 septembre 2005 en France. Il présente une orbite caractérisée par un demi-grand axe de 2,92 UA, une excentricité de 0,072 et une inclinaison de 3,3° par rapport à l'écliptique.
Il fut nommé en l'honneur de l'astronome amateur français Jean-Christophe Le Floch (né en 1965), qui s'est spécialisé dans l'observation des satellites naturels de Jupiter et de Saturne.

## Compléments